# Vinadi
Vinadi ([viˈnaːdi]ⓘ), deutsch Weinberg (bei Finstermünz), ist die östlichste Ortschaft des Schweizer Kantons Graubünden und die am weitesten talabwärts gelegene des Engadins. Sie gehört zur Fraktion Martina der Gemeinde Valsot.

## Name
Der Name «Vinadi» ist eine neu geprägte romanische Übersetzung von «Weinberg», unter welchem Namen der Hof früher allein bekannt war. «Weinberg» wiederum rührt nicht von einer tatsächlichen früheren oder aktuellen Rebpflanzung her, sondern ist laut C. Täuber eine volksetymologische Umdeutung von wimberg, was seinerseits auf althochdeutsch wimî mit der Bedeutung «sprudelndes Wasser, Quelle» zurückgehe.

## Siedlung
Vinadi besteht aus drei Gebäuden: einem Restaurant, das als Holzblockhaus errichtet wurde, einem ehemaligen steinernen Wohnhaus des Zolls mit heute drei Mietwohnungen und dem ehemaligen Zollkiosk, der momentan nicht in Verwendung ist.
Vinadi liegt etwa 90 m über dem Inn und 500 m von der Festung Altfinstermünz. Als Teil des Novellaberg genannten strittigen Grenzgebietes gehört es erst seit 1868 definitiv zur Schweiz. Erst damit war die Errichtung einer Schweizer Strasse nach Samnaun möglich. Grundeigentum und Nutzungsrechte des in Tirol verbleibenden Schalklhofes blieben davon unberührt. Ein zum Gasthaus gehörender Stall wurde nach dem letzten Lawinenabgang nicht mehr aufgebaut. 
Während des Zweiten Weltkriegs wurde die eidgenössische Zollstation von Martina nach Vinadi verlegt.
Die im Ort gesprochenen Sprachen sind Deutsch und Bündnerromanisch im Idiom Vallader.

## Verkehr
Vinadi liegt an der Strasse von Tschlin via Martina Richtung Pfunds im österreichischen Tirol.  
In Vinadi ist die Abzweigung der ausschliesslich über Schweizer Gebiet ins Zollausschlussgebiet Samnaun führenden Samnaunerstrasse. Vinadi ist ca. 6 km von Martina und ebenfalls etwa 6 km von Pfunds entfernt.

## Archäologie

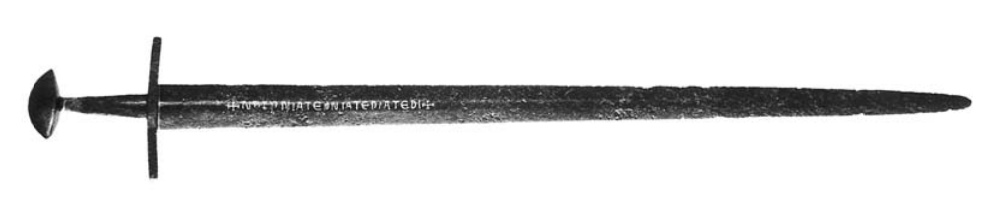
Schwert von Tschlin-Vinadi

1997 wurde 300–400 m nördlich von Vinadi in einem Steilhang ein hoch- bis spätmittelalterliches Eisenschwert gefunden. Das Schwert trägt die Inschrift +NRFNIATEDNIATEDIATEDI+. Diese wird zwar bislang nicht verstanden, ist jedoch aus dem Vergleich mit anderen Schwertinschriften dieser Zeit als Zauberspruch interpretierbar.